# 더 준
더 준(The Jun, 1976년 7월 8일 ~ )은 대한민국의 가수 겸 작곡가이다.

## 기본 정보
- 본명 : 김석찬
- 출생 : 1976년 7월 8일
- 가족 : 2남 1녀 중 둘째
- 주요 작곡 내용: 〈날 믿어줘 (경민에게)〉(임창정), 〈내 남자친구에게〉& 〈White〉(핑클) 외 등등

## 앨범
- 2003년 《Jun Project》대표곡 : 다만